# Вјачеслав Иванов
Вјачеслав Николајевич Иванов (рус. Вячеслав Николаевич Иванов; Москва, 30. јул 1938 — 5. август 2024) био је руски веслач, који је освојио три узастопне медаље на Олимпијским играма под заставом Совјетског Савеза.
Иванов је први веслач којем је успело три пута за редом победити на Играма у скифу, дисциплини која се често уз дисицплину осмерца сматра најелитнијом дисциплином у веслању. Тај је подвиг до сада у историји Олимпијских игара поновио још само фински веслач Перти Карпинен.
Осим на Олимпијским играма Иванов је имао низ других успеха: био је светски првак, европски првак, те први веслач који је у скифу успео пробити границу од 7 минута на олимпијској деоници од 2000 метара.
Иванов се посебно истицао тактичким приступом тркама, јер је након старта често тражио мирнији ритам завеслаја и штедио снагу за убитачне финише којим је ломио противнике. Његов приступ тактици трке скифова и данас је део тактичке припреме врхунских скифиста.

## Резултати
- Олимпијске игре

злато у скифу - Мелбурн 1956
злато у скифу - Рим 1960
злато у скифу - Токио 1964
- Светско првенство у веслању

злато у скифу - Луцерн 1962
6. место у скифу - Блед 1966
- Европско првенство у веслању

злато у скифу - Блед 1956
бронза у скифу - Дуисбург 1957
бронза у скифу - Познањ 1958
злато у скифу - Макон 1959
злато у скифу - Праг 1961
4. место у скифу - Праг 1963
злато у скифу - Амстердам 1964
сребро у скифу - Виши 1967